# Pen 1 Grand Prix: Penguin no Mondai Special
Pen 1 Grand Prix: Penguin no Mondai Special (ペン1グランプリ ペンギンの問題スペシャル?  lit. Pen 1 Grand Prix: El Especial de Líos de Pingüino) es un videojuego de lucha para Nintendo DS. Fue publicado por Konami el 17 de diciembre de 2009, solo en Japón y el tercer juego portátil que se basa en el manga y anime Líos de Pingüino.
- Datos: Q19632117